# Holocentropus vetustus
Holocentropus vetustus là một loài Trichoptera hóa thạch trong họ Polycentropodidae.